# 真夏のダンスホール/アイムラッキーガール/できもの
「真夏のダンスホール/アイムラッキーガール/できもの」（まなつのダンスホール/アイムラッキーガール/できもの）は、日本のバンドGO!GO!7188の13枚目のシングルである。2007年6月28日発売。発売元はBMG JAPAN。

## 概要
- BMG JAPANの移籍第一弾シングル。
- 通常盤と初回盤の2種発売。初回盤にはDVD付き。

## 収録曲

### CD
全作詞：ノマアキコ、全作曲：中島優美、編曲：會田茂一・GO!GO!7188
1. 真夏のダンスホール(4:08)
2. アイムラッキーガール(4:16)
3. できもの(4:25)

### DVD (初回盤のみ)
1. 「できもの」レコーディング映像&オフショット
2. 「07年3月アメリカツアー」ダイジェスト映像

## 収録アルバム

### 真夏のダンスホール
- オリジナル『569』（2007年10月24日）

### アイムラッキーガール
- オリジナル『569』（2007年10月24日）

## タイアップ
- 真夏のダンスホール：テレビ東京系『PVTV』オープニングテーマ